# Hohenthann
Hohenthann er en kommune i Landkreis Landshut, i regierungsbezirk Niederbayern i den tyske delstat Bayern.

## Geografi
Hohenthann ligger nord for Landshut i Planungsregion Landshut ved den østlige udkant af landskabet Hallertau.
Kommunen er præget af landbrug, og er den arealmæssigt største i Landkreisen, og består af i alt 62 landsbyer og bebyggelser, hvoraf de vigtigste er Andermannsdorf, Kirchberg, Oberergoldsbach, Petersglaim, Schmatzhausen, Türkenfeld, Wachelkofen, Weihenstephan og Hohenthann.